# ستيفن روبرتس
ستيفن روبرتس (بالإنجليزية: Stephen Roberts)‏ (24 فبراير 1980 في المملكة المتحدة - ) هو لاعب كرة قدم بريطاني في مركز الدفاع. شارك مع منتخب ويلز تحت 17 سنة لكرة القدم ومنتخب ويلز تحت 19 سنة لكرة القدم ومنتخب ويلز تحت 21 سنة لكرة القدم ومنتخب ويلز لكرة القدم. أما مع النوادي، فقد لعب مع نادي دونكاستر روفرز ونادي ريكسهام ونادي والسول.

## مسيرته الكروية
لعب ستيفن روبرتس خلال مسيرته الاحترافية مع 3 أندية في أحد عشر موسمًا وسجل خلالها 8 أهداف ضمن 239 مباراة. ولم يفز بأي موسم بالكأس أو بالدوري.
خاض ستيفن روبرتس مسيرته مع نادي ريكسهام في موسم 1999–00 ليلعب معه ستة مواسم، مشاركًا في 150 مباراة سجل خلالها 6 أهداف. ثم انتقل إلى نادي دونكاستر روفرز في موسم 2005–06 واستمر معه طيلة ثلاثة مواسم، حيث شارك في 73 مباراة سجل خلالها هدفًا واحدًا. لينتقل بعدها إلى نادي والسول في موسم 2008–09 ولمدة موسمين، مشاركًا في 16 مباراة سجل خلالها هدفًا واحدًا أيضًا.

## وصلات خارجية
- ستيفن روبرتس على موقع قاعدة بيانات كرة القدم.إي يو (الإنجليزية)
- ستيفن روبرتس على موقع ناشيونال فوتبول تيمز (الإنجليزية)
- ستيفن روبرتس على موقع Soccerbase.com (لاعب) (الإنجليزية)